# Лопухіна Маріамна Андріанівна
Маріамна Андріанівна Лопухіна (в шлюбі Давидова), (нар.1871, Матусів — пом.3 березня 1961) — французька художниця українського походження.

## Біографія
Народилася 16 лютого 1871 року. Батько Адріан Андріанович Лопухін (нар.1831 — пом.09.04.1905), син власника Златополя. Мати Ольга Іванівна Орлова, донька генерал-лейтенанта, генерал-ад'ютанта, похідного отамана донських козачих полків, власника великого українського маєтку Матусів — Івана Олексійовича Орлова (нар.1795 — пом.1874).
Лопухіни були багатими і володіли великими маєтками в Україні; але дід Маріамни розтратив свою частку сімейного багатства, як це зробив і єдиний син його брата, отож батько Маріамни та його близькі виявилися майже розореними. Син Івана Орлова був змушений продати сімейний дім у Матусові й батьки Маріамни вирішили його купити. Для цього мати мала не тільки продати свою невеличку власність, але й взяти позику в банку. Це на все життя поставило їх у скрутне становище, оскільки утримання заможного дому та обслуги було витратним. 
Маріамна була другою з п'ятьох доньок, сестра Варвара померла в 1890-х роках від тифу. Виховувалася вдома гувернантками.
Взимку відвідувала Київ. У треті такі відвідини мати винайняла багате приміщення з танцювальною залою та вітальнею, де познайомилася з офіцером кавалерії Левом Давидовим та його сестрою Тасею (Наталкою). Після пікніків у Камянці
12 листопада 1899 року одружилася з Давидовим та оселилася у Царському Селі.
Смерть сестри Варвари через тиф в березні 1890-х пригнітила батьків Маріамни, особливо матір. Щоб розвіяти траур, сім'я їде на зиму до Парижа. Перебування там дає змогу Маріамеі вивчати живопис. 
У 1902 році Маріамна народила доньку Олену. З 1903-го до 1905 живе між Влоцлавеком та Кам'янкою у зв'язку з роботою чоловіка, з 1908 — ще і в Дібрівці. Зимою 1908/1909 рр. подорожувала з сім'єю Європою: Генуя, Ніцца Французька Рив'єра, Морос. На зворотньому шляху відвідує замок поблизу Конкарно, де мешкає старша сестра Юлія з чоловіком Жоржем Куртеном. Після повернення у Дібрівку познайомилися з власниками Тимошівки — Шимановськими, які мали двох синів: піаніста Фелікса та композитора Кароля. Іноді відвідували музичні вечори сусідів. 
Після початку в 1914 році Першої світової чоловіка мобілізують до війська, а Маріамна з донькою переїжджає до Києва. Після захоплення столиці більшовиками прямують до Одеси, звідти до Константинополя, Рима, і врешті до Парижа, де живуть до 1924 року дуже скрутно. В 1924 році вирушають в Конкарно, Бретань, де жила Юлія і були поховані батьки. У 1932 році Маріамна повертається до Парижа й 1949 року емігрує до США, де й помирає у 1961 році. У 1983 році її донька Олена Левівна Василіва мешкала на Лонг-Айленді.

## Мистецька діяльність
В Парижі в 1890-х вивчає живопису в Академії Жуліана та Академії Гранд Шом'єр.
В Росії Маріанна здобула славу карикатуристки, але коли після Жовтневого перевороту 1917 року в 1919-му втекла з України, полишивши в Матусові маєток зі своїми карикатурами та акварелями, весь її творчий доробок був знищений більшовиками. За кордоном вона для маленької онуки Ірини, яка ніколи не була в Україні, створила альбом з 82 акварелей із жанровими сценками про життя сім'ї в Україні, з поясненнями майже до кожного малюнка. Текст і зображення спрощені, щоб зацікавити дитину. І щоб зберегти в пам'яті історію сім'ї — дуже ретельні, від облич родичів до забарвлення шпалер. Легкі, веселі, з безліччю цікавих побутових деталей — їжа, костюми, типажі, інтер'єри. Дуже незвичний стиль малюнка: у кожної картинки стислі пояснення, гумористичні «промовисті» назви. Проте крізь цей стиль чітко проглядається талановита майстриня з французькою освітою.
Альбом упорядкувала внучата небога чоловіка Ольга Давидова-Дакс і видала кількома мовами.

## Галерея

Матусів. Гувернантки.
Матусів. Репетиція.
Матусів. Домашня церква.
Матусів. Домашня церква.
Матусів. Кабінет батька Адріана.
Матусів. Прийшла зима.
Матусів. Різдво у церкві Вознесіння.
Матусів. Лазня.
Матусів. Прийом батьками священика Гапона.
Візит до Гапона у відповідь.
Матусів. Танці у попа Гапона.
Матусів. Вечір Великого четверга.
Матусів. Великдень.
Матусів. До Парижа!
Кам'янка. Пікнік.
Матусів. Весілля М. А. Лопухіної та Л. О. Давидова.
Кам'янка. Палац Давидових.
Кам'янка. Палац Давидових.
Кам'янка. Супровід Плеського.
Кам'янка. Вперше затопили.
Кам'янка. Микола Давидов з доньками: Варею, Марією та Ніною.
Кам'янка. Микола, Олександра та Єлизавета Давидови.
Кам'янка. Святий Вечір.
Кам'янка. Святий Вечір.
Кам'янка. Різдвяна ялинка.
Кам'янка. Полювання.
Кам'янка. У польській таверні.
Кам'янка. Огляд посіяного.
Кам'янка. У клуні.
Кам'янка. У єврейській крамниці.
Кам'янка. Марія Миколаївна.
Кам'янка. Кухня Давидових.
Кам'янка. Чаювання.
Кам'янка. Під час страйку 1905 року.
Кам'янка. Оформлення заповіту Миколою Давидовим.
Кам'янка. Поспішаємо на пожежу у Підлісне.
Кам'янка. Прибуття драгунів.
Кам'янка. Це корова, а не слон.
Кам'янка. Зимові пташки.